# Mesec
Mesec fue el sexto hijo de Jafet nombrado en la Biblia (Libro del Génesis 10:2) de donde según la mitología surgieron varias tribus escitas que aparecen mencionadas en inscripciones asirias, persas, griegas y otras entre el siglo XII y el IV a. C.
Después de la caída del Imperio hitita ante los Pueblos del Mar (mar Egeo y Mediterráneo, 1200 a. C.), algunos de estos pueblos que invadieron a Asia dominaron, atacaron y se mezclaron con varias tribus que estuvieron bajo el reinado de los hititas y todavía se encontraban habitando para esa época a Anatolia, Siria y Canaán.
Los etnólogos, arqueólogos, historiadores y lingüistas no llegan a un acuerdo acerca de cuál de esas tribus era la Mesec bíblica, debido a la cantidad de estas tribus, que aproximadamente sumaban más de 40 entre Mesec y Tubal, y que producían una movilización total de 44 000 hombres de guerra.
Hasta ahora por las inscripciones asirias se cree que eran los Muskhi (acadio Muski) de Cilicia que siempre aparecen en las tablillas cuneiformes mencionados y descritos como Musku y Tabal. 
Vendían esclavos y utensilios de bronce en los mercados tirios (Según el Libro de Ezequiel 27:13).
Según las tradiciones apocalípticas hebreas, al final de los tiempos Mesec será súbdito de Gog.
Los reyes que más los mencionaron y pelearon contra ellos fueron Tiglatpileser I y Salmanasar III.
Heródoto (el «padre de la historia») en sus libros 3:94 y 7:78 los llama moscos y tibarenos; los ubicó entre los montes del sureste del mar Negro.
Plinio el Viejo y Estrabón los ubicaron entre los ríos Fasis y Cyrus.
Ninguna de estas citas sobre la ubicación de estas tribus se debe considerar errónea o contradictoria, porque como consecuencia de la caída de los hititas todos estos pueblos quedaron en un continuo movimiento guerrero o en una convulsión.
En conclusión la mayoría de estas tribus llegaron al oeste de Anatolia desde Europa, principalmente los musku, y desde las estepas del Turquestán las restantes tribus (los escitas), incluidas en la figura literaria de Gog y Magog de la Biblia.
Los historiadores antiguos y modernos usaron de manera genérica el nombre escita.